# Isola Blizkij (Mare di Laptev)
L'isola Blizkij (in russo остров Близкий, ostrov Blizkij; in italiano "vicina") è un'isola russa che fa parte dell'arcipelago di Severnaja Zemlja ed è bagnata dal mare di Laptev.
Amministrativamente fa parte del distretto di Tajmyr del Territorio di Krasnojarsk, nel Circondario federale della Siberia.

## Geografia
L'isola è situata nella parte orientale dell'arcipelago, a est della costa orientale dell'isola Bolscevica, separata da quest'ultima da uno stretto canale. Blizkij si trova a nord della baia Neudač (бухта Неудач) dove sfocia il fiume Neožidannoj (река Неожиданной). A nord-est, a 4 km, c'è l'isola Morskoj.
Blizkij ha una forma arrotondata con un diametro di poco più di 2 km, la sua altezza non supera i 6 m. Nella parte nord-occidentale, in prossimità della costa, c'è una piccola laguna. All'estremo nord c'è un punto geodetico.